# NGC 560
NGC 560 este o galaxie lenticulară situată în constelația Balena. A fost descoperită în 1 octombrie 1785 de către William Herschel. De asemenea, a fost observată încă o dată de către Heinrich Louis d'Arrest, în 21 noiembrie 1876 de către Édouard Stephan și în 6 noiembrie 1891 de către Stéphane Javelle.